# Cruz russa (demografia)

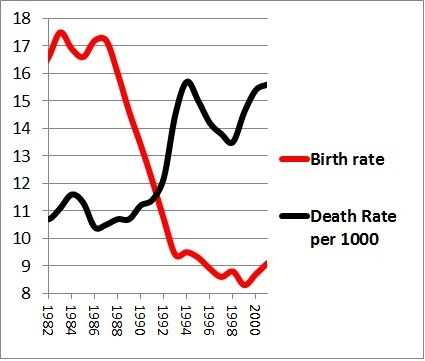
Exemplo de Cruz russa, onde a linha vermelha corresponde aos nascimentos e a preta às mortes médias, para cada mil pessoas.

A Cruz russa é uma tendência demográfica que ocorreu na Rússia. A partir de 1988, as taxas de natalidade entre os nativos russos (assim como a maioria dos outros grupos étnicos da parte europeia da ex-União Soviética) estavam declinando, enquanto a partir de 1991 as taxas de mortalidade começaram a subir.
Em 1992, o número de mortes excedeu o número de nascimentos, e continuou a fazer mais ou menos desde 2013. Quando esta tendência é traçada em um gráfico de linha a partir de meados da década de 1980, as linhas se cruzam em 1992, daí a nome.

## Fatores contribuintes
Os cientistas tentaram conectar o elo causal entre as duas tendências através do crescimento catastrófico do consumo de álcool que ocorreu na Rússia desde o fim da União Soviética e a subsequente desregulamentação do mercado de álcool da Rússia.
Ficou demonstrado que isso está ligado ao fato de que a Rússia pós-soviética experimenta uma das maiores prevalências mundiais de problemas relacionados ao álcool, o que contribui para as altas taxas de mortalidade nessa região. A redução dos problemas relacionados ao álcool na Rússia pode ter fortes efeitos no declínio da mortalidade. Andrey Korotayev e Daria Khaltourina analisaram a plausibilidade da aplicação dos princípios gerais da política do álcool à Federação Russa.
Eles mostraram que as abordagens da política do álcool poderiam ser implementadas da mesma forma que em outros países. Além disso, de acordo com Korotayev, deve haver uma atenção especial à diminuição do consumo de bebidas destiladas, à produção ilegal de álcool, ao consumo de bebidas alcoólicas e ao cumprimento dos regulamentos governamentais vigentes.
Outros fatores que explicam a Cruz Russa incluem:
- Fertilidade drasticamente baixa, especialmente por volta de 2000, quando chegou ao limite de apenas um filho por mulher, ou metade da reposição,

Uma queda nos nascimentos durante a década de 1960, que reduziu o número de mulheres em idade fértil nos anos 90;
- Uma taxa de natalidade muito alta entre o fim da Guerra Civil Russa (1920) e o início do envolvimento da Rússia na Segunda Guerra Mundial (1941), que produziu uma grande coorte de pessoas idosas para morrer durante os anos 90 e a primeira década dos anos 2000; e
- Uma taxa de natalidade razoavelmente lenta entre 1945 e 1990, que foi em grande parte por volta do nível de substituição, especialmente após o início dos anos 1960.

A Cruz Russa não se limita à Rússia, como também aconteceu em outros países, mais comumente com a queda da União Soviética (como na Rússia): Belarus, Bulgária, Estónia, Letónia, Lituânia, Roménia, Sérvia e Ucrânia. Além disso, a Alemanha caiu em um aumento natural negativo na década de 1970, na Hungria na década de 1980 e no Japão na década de 2000. Isso é frequentemente agravado pelas altas taxas de emigração que as populações jovens dos países deixam para outros países com economias mais fortes, como na Europa Ocidental. um fenómeno semelhante que recentemente se instalou em Porto Rico (cujos residentes autóctones são cidadãos dos Estados Unidos e podem assim circular livremente entre Porto Rico e os Estados Unidos continental).